# Кирган
Кирга́н — пасажирський залізничний зупинний пункт Одеської дирекції Одеської залізниці на лінії Абаклія — Джурджулешти.
Розташований у селищі Кірган Ізмаїльського району Одеської області між станціями Фрикацей (8 км) та Рені-Наливна (3 км).
Обслуговується приміським поїздом Рені — Етулія двічі на добу.